# 미기타촌
미기타촌(右田村)은 야마구치현 사바군에 있던 촌이다. 현재의 호후시에 해당한다.

## 역사
- 1889년 4월 1일 - 정촌제 시행에 의해 5촌의 구역을 가지고 성립하였다.
- 1951년 4월 1일 - 호후시에 편입, 동일 미기타촌은 폐지되었다.

## 현재
- 인구는 13,556명(2006년 12월 기준)